# Domokos Lászlóné
Domokos Lászlóné Löllbach Emma (Salgótarján, 1885. április 7. – Budapest, 1966. október 6.) pedagógus, pszichológus.
Az Új Iskola (1915–1949) megalapítója és igazgatója, a magyarországi Új Iskola (New School) mozgalom egyik elindítója.

## Életpályája
Löllbach Gusztáv Adolf (1847–1936) és Gärtner Emma Zsuzsanna (1853–1941) lánya. Nagy Lászlónál, az első magyar reformpedagógusnál végezte a tanítóképzőt. További iskolarendszerben végzett tanulmányai nem voltak, annál inkább hatalmas érdeklődése és tapasztalatai. Mielőtt megalapította Új Iskoláját, bejárta Nyugat-Európát, s tanulmányozta az ottani reformpedagógiai módszereket, amelyeknek pszichológiai alapjait hiányolta. Az általa alapított iskolának nemcsak pénzbeli finanszírozója, igazgatója volt, hanem valóságos tanára is, aki mindig együtt dolgozott kollégáival. Új Iskoláját már 1914-ben megszervezte, 1915-ben kapott működési engedélyt. Az iskola 1949-ig működött. A mindenkori hivatalos kultúrpolitika inkább csak tűrte (TTT), s nem támogatta az ő tevékenységét. 1949-ben végképp ellehetetlenült az iskola működtetése az ismert politikai okok miatt, az iskolák államosítása stb.
Magyarország művelt pedagógusai hamar felfigyeltek Domokos Lászlóné iskolájára, köztük számos szegedi pedagógus, majd pszichológus. Várkonyi Hildebrand Dezső szegedi Pedagógiai-Pszichológiai Intézetének doktori iskolájából többen is hospitáltak Domokos Lászlóné Új Iskolájában, köztük Dolch Erzsébet, Baranyai Erzsébet. A későbbiek során Baranyai Erzsébet a budapesti Nevelés-lélektani Kutató Állomás megszervezője és vezetője lett, ekkor alkalom nyílt a két intézmény együttműködésére.
A szülők is hamar felismerték az Új Iskola jelentőségét, számos későbbi híresség járt Domokos Lászlóné Új Iskolájába.
1907. május 23-án Budapesten, a II. kerületben házasságot kötött Domokos Elek és Molnár Mária fiával, Lászlóval. 1923-ban elváltak.

## Tanulmányaiból
- Az alkotó munka az új iskolában. Blaskovich Edith társszerzővel. (1935 körül.)
- Gyermektanulmány. = Budapest, I. Domokos Lászlóné Nyilvános Jogú Leánylíceum értesítője 1936/37. 5-23. p. (Benne: Gyermektanulmányozás a folyó évben 16-18. p.)

## Akik az Új Iskolában tanultak
- Bibó István
- Dienes Zoltán
- Dienes Gedeon
- Gedő Ilka
- Göncz Árpád
- Horváth Zsuzsanna
- Kepes Éva
- Litván György
- Musztafáné Horváth Györgyi